# 蘭書翻訳取締令
蘭書翻訳取締令（らんしょほんやくとりしまりれい）とは、嘉永2年（1849年）から翌年にかけて江戸幕府が出した一連のオランダ語などのヨーロッパの文献に対して行われた翻訳及び刊行に関する一連の規制。

## 概要
18世紀後半から蘭学が急速に広まってきたが、同時にその思想的影響が幕藩体制に対する悪影響を与えることを危惧する意見も高まった。そのため、江戸幕府は蘭学の自由な研究を抑圧するために翻訳出版の規制を行うとともに、幕府が蘭学知識を独占的に掌握して幕府に都合の良い物だけを利用していく路線を追求するようになった。その萌芽は文政4年（1821年）の出版取締令に見られるが、それが本格化していくのはシーボルト事件・蛮社の獄を経た後のことである。
天保10年（1839年）7月、天文方見習渋川敬直が蘭学取締の意見書を老中水野忠邦に提出したのをきっかけに翌年5月幕府は天文方に対し蘭書翻訳を妄りに外部に流布することを禁じ、また町奉行に命じて江戸市中の看板に横文字を用いているものを取締らせた。天保13年（1842年）6月に蘭書の翻訳出版を町奉行の許可制としたが、弘化2年（1845年）7月に許可の権限を天文方に移した。当時の天文方渋川景佑は敬直の実父で、敬直自身は書物奉行も兼務していたことから、蘭書の翻訳出版は実質上の天文方の掌握のもとに置かれた。ところが同年に天保の改革失敗の影響で渋川敬直が配流されると、一旦はこの流れは沈静化した。
ところが嘉永2年（1849年）に漢方医と蘭方医の対立が深刻化すると、漢方医側の政治工作もあり、徹底的な取締が開始されることとなる。まず同年3月に幕府医師の蘭方使用が禁じられるとともに全ての医学書は漢方医が掌握していた医学館の許可を得ることとなった。更に翌嘉永3年（1850年）9月には、蘭書の輸入は長崎奉行に許可制となり、諸藩に対して海防関係書を翻訳中の藩は老中に書名を届出、1部を天文方に提出するものとした。この一連の蘭書翻訳取締令によって蘭学に関する出版は困難となり、蘭学の自由な研究は制約されることとなった。
こうした流れの中で、天保12年（1841年）には高良斎の『駆梅要方』が、嘉永3年（1850年）には佐久間象山の『増訂荷蘭語彙』が出版禁止・不許可とされている。
開国後の安政3年（1856年）6月、新刻の蕃書・翻訳書は新設の蕃書調所に提出して検閲を受けることとし、一般の翻訳書は書目年次を届出て、翻訳が完成したものは蕃書調所に1部提出することとされた。ところが安政5年（1858年）7月に幕府医師の和蘭兼学を認める決定を行い、伊東玄朴・戸塚静海が幕府奧医師に登用された。続いて、安政の五ヶ国条約に従って外国貿易が本格化すると、蘭書を始めとする洋書の輸入が長崎以外の港でも行われるようになり、輸入許可制がなし崩しに崩されていった。こうした中で万延元年（1860年）閏3月、暦書は従来通り天文方に、世界図・蕃書翻訳・蘭方医書は蕃書調所に草稿を提出するように命じられた。だが、輸入・流通に対する規制が不可能になった状況下において、一連の取締令は全く効果をなさないものとなっていった。